# セロリ (曲)
「セロリ」は、日本のシンガーソングライター・山崎まさよしの楽曲である。1996年9月1日にシングルとして発売された。発売元はポリドール・レコード（現: ユニバーサルミュージック）。
本項では、日本の男性アイドルグループ・SMAPが1997年5月14日に発売したシングル（発売元はビクターエンタテインメント）及び表題曲を含めて記す。

## 解説
山崎にとって通算3枚目（インディーズ含めると4枚目）のシングルとして発売された。次作の「One more time, One more chance」（1997年1月22日）と並んで山崎の初期の代表作として挙げられる。1997年5月21日リリースのアルバム『HOME』には別アレンジで収録された。リリース翌年の1997年にSMAPがカヴァーし、これがドラマ主題歌として採用されたことがきっかけで、広く知られるようになった。なお、本作を含め自作のシングル・アルバムにおいては歌詞カードの楽曲製作者表記を本名の「山崎将義」（読みはやまさき まさよし）に統一しているが、SMAP版の楽曲製作者表記は「山崎まさよし」になっている。 
曲名である「セロリ」は恋人との違い（好き嫌いなど）を歌う上で使われているだけであり、それ自体に特に意味はない。また、歌詞としても重要なものとして使われておらず、好き嫌いの多い野菜の代表として使われているだけのようである。
2005年の『第56回NHK紅白歌合戦』で実施された「スキウタ〜紅白みんなでアンケート〜」では、白組の42位にランクインした。
SMAPの他、『ポンキッキーズ』では爆チュー問題がコントの一環としてカバーしている。

## 山崎まさよしによるオリジナル
オリジナル版のミュージック・ビデオでは、家事をこなす日常生活と、水着姿の女性と戯れる空想が入り混じった、コミカルかつほのぼのした内容になっている。PV集『動く山崎 VIDEO CLIPS 1995-1998』に収録。 
山崎がデビュー10周年を迎えた2005年、大晦日の『第56回NHK紅白歌合戦』へ出演要請があり承諾した際、「セロリ」を歌うものだと思っていたそうだが、実際に歌唱依頼を受けた曲が「One more time, ～」（しかも横浜・桜木町から中継）だったために驚いた、と後に述べている。
2007年7月29日に西武ドームで開催された「Augusta Camp 2007」では、通常のコンサートでは滅多に披露されない「××しようよ」が披露された。
8センチシングルでリリースされたのち、2000年5月31日にマキシシングルとして再リリースされた。2005年9月21日に同時発売されたベスト・アルバム『BLUE PERIOD』（A面集）と『OUT OF THE BLUE』（B面集）の発売をもち、シングルは生産終了となっている。

### 収録曲（オリジナル）
1. セロリ　（4:10） 
  - 作詞・作曲: 山崎将義 、編曲: 山崎将義・中村キタロー

フジテレビ系『気らくに行こう』エンディング・テーマ
2. ××しようよ　（3:03） 
  - 作詞・作曲: 山崎将義 、編曲: 山崎将義・中村キタロー
3. mud skiffle track III　（1:14）
  - 作曲・編曲: 山崎将義
4. セロリ （karaoke）　（4:10）

### 収録作品（山崎版・CDアルバム）
- セロリ

BLUE PERIOD（Single Version）
HOME（Album Version）
ステレオ（prototype）
ONE KNIGHT STANDS（Live Version #1）
心拍数 （通常盤）（Live Version #2）
FM802 LIVE CLASSICS（Live Version #3）
- ××しようよ

OUT OF THE BLUE
- mud skiffle track III

OUT OF THE BLUE

## SMAPによるカバー
SMAPのカバーバージョンは原曲を清水信之がアレンジしたもので、草彅剛主演のフジテレビ系ドラマ『いいひと。』主題歌に起用されている。草彅主演のドラマにSMAPの楽曲が使われるのはこの曲が初めてである。
原曲のイ長調からキーが1音半下げられた変ト長調で、木村・稲垣・草彅にソロパートが存在する。また、草彅はシングル曲で初めてソロパートを担当し、これでメンバー全員がシングルのソロパートを担当したことになった。この曲にはシングルやアルバムなどの歌詞カードには記載されていないラップが存在するが、テレビの音楽番組で披露する際は、画面に表示されていた。また、MVでは、木村がギターを演奏している。木村はこの楽曲では意図的に歌い方を変えている。
グループ7回目の出場となる『第48回NHK紅白歌合戦』では、「ダイナマイトセロリ!」と称して、前作の「ダイナマイト」とのメドレー形式で披露された。
1997年5月26日付のオリコン週間シングルチャートで、初週20.1万枚を売り上げた。累計売上は73.2万枚（オリコン調べ）。

### 収録曲（SMAP版）
1. セロリ
作詞・作曲:山崎まさよし / 編曲:清水信之
2. まぁいいか
作詞:森浩美 / 作曲:寺田一郎 / 編曲:CHOKKAKU
3. セロリ（music track）
4. まぁいいか（music track）

### 収録作品（SMAP版・CDアルバム）
いずれも「セロリ」を収録。
- SMAP 011 ス（#1）
- Smap Vest（#1）